# 杉山成武
杉山 成武（すぎやま なるたけ）は、江戸時代前期から中期にかけての弘前藩士。

## 生涯
天和元年（1681年）、父・杉山吉煕より家督1000石を継ぐ。天和2年（1682年）馬廻組与力頭となり、元禄10年（1697年）に手廻組頭となる。元禄11年（1698年）には家老となる。
元禄15年12月（1703年1月）には元禄赤穂事件の直前、赤穂義士の襲撃があるであろうと予想し、津軽信政と信重（のちの信寿）に「吉良邸に駆けつけ義央と義周父子を守るべき」と説いた。
討ち入りが起きると津軽政兕（黒石領主）と山鹿政実（山鹿素行の嫡男）が、真っ先に吉良邸に駆けつけ、義央の遺体を発見し負傷者の救助に協力している。
宝永5年（1708年）、死去。